# Konzessionsabgabe
Konzessionsabgaben (oder Konzessionsgebühren) sind Entgelte, die ein Rechtssubjekt an einen öffentlich-rechtlichen Rechtsträger für die eingeräumte Konzession zahlt.

## Allgemeines
Die häufigsten Anwendungsfälle sind Leistungen, die Energieversorgungsunternehmen (EVU) und Wasserversorgungsunternehmen (WVU) an Gemeinden dafür zahlen, dass diese ihnen das Recht einräumen, für die Verlegung und den Betrieb von Leitungen, die der unmittelbaren Versorgung von Letztverbrauchern im Gemeindegebiet mit Strom, Gas und Wasser dienen, öffentliche Wege zu nutzen.
Die Konzessionsabgabe ist für Städte und Gemeinden eine nennenswerte Einnahmequelle. Das Gesamtaufkommen betrug in Deutschland im Jahr
- 2000 insgesamt 6.170,9 Mio. DM
- 2011 insgesamt 3.493,0 Mio. Euro[1]

## Rechtsgrundlage
Rechtsgrundlage für die Konzessionsabgabe in den Bereichen Strom und Erdgas ist die Konzessionsabgabenverordnung (KAV) und der jeweilige Konzessionsvertrag zwischen Energieversorgungsunternehmen gemäß § 3 Nr. 18 EnWG und der Kommune.
Die Konzessionsabgaben für Strom und Gas werden in Cent-Beträgen je gelieferte Kilowattstunde vereinbart. Sie sind Bestandteil des vom Energieversorger mit dem Endkunden abgerechneten Energiepreises. Die zulässigen Höchstbeträge sind in der Verordnung über Konzessionsabgaben für Strom und Gas (Konzessionsabgabenverordnung – KAV) geregelt. Sie hängen im Wesentlichen von der Größe der Gemeinde (Einwohnerzahl), von der Spannungsebene des Netzanschlusses (Niederspannung oder Mittelspannung) und von der Verbrauchsstruktur (Leistung und Jahresverbrauch) ab. Die Konzessionsabgabenverordnung (KAV) vom 1. Januar 1992 wurde zuletzt durch Art. 3 Abs. 40 des „Zweiten Gesetzes zur Neuregelung des Energiewirtschaftsrechts“ vom 7. Juli 2005 geändert und damit an das neue Energiewirtschaftsgesetz (EnWG) angepasst.
Die Konzessionsabgabe für Wasser wird nach der Anordnung über die Zulässigkeit von Konzessionsabgaben der Unternehmen und Betriebe zur Versorgung mit Elektrizität, Gas und Wasser an Gemeinden und Gemeindeverbände (KAEAnO) vom 4. März 1941 bemessen.

## Konzessionsabgaben für Strom
Die zulässige Höhe der Konzessionsabgaben für Strom beträgt:
- für Tarifkunden in Gemeinden
  - bis 25.000 Einwohner 1,32 ct/kWh
  - bis 100.000 Einwohner 1,59 ct/kWh
  - bis 500.000 Einwohner 1,99 ct/kWh
  - über 500.000 Einwohner 2,39 ct/kWh

- für Strom im Schwachlasttarif 0,61 ct/kWh

- für Sondervertragskunden 0,11 ct/kWh

Tarifkunden im Sinne der KAV sind Kunden, die auf der Grundlage der § 36 und § 38 EnWG versorgt werden. Darüber hinaus werden bei Stromlieferungen Kunden, deren gemessene Leistung nicht mindestens zweimal im Jahr 30 kW übersteigt oder deren Jahresverbrauch unter 30.000 kWh liegt, als Tarifkunden behandelt. Konzessionsabgabenrechtlich als Sondervertragskunden gelten bei Stromlieferungen daher nur Letztverbraucher mit einem Verbrauch von mehr als 30.000 kWh/a und einer zweimaligen Monatshöchstleistung von mehr als 30 kW pro Kalenderjahr (§ 2 Abs. 7 KAV vom 1. November 2006).
Die Konzessionsabgaben für Strom werden vom Verteilnetzbetreiber zusammen mit den Netznutzungsentgelten erhoben und an die betreffende Gemeinde abgeführt. Bei Sondervertragskunden gewinnt der Grenzpreis hinsichtlich der Feststellung der Abgabepflicht an Bedeutung.
Die zulässige Höhe der Konzessionsabgaben für Heizstrom ist rechtlich umstritten. Das Bundeskartellamt vertritt die Auffassung, dass Heizstromkunden als Sondervertragskunden aufzufassen sind und die zulässige Höhe der Konzessionsabgabe damit 0,11 Ct/kWh beträgt. Der Wortsinn der Verordnung über Konzessionsabgaben für Strom und Gas (KAV) legt allerdings eher eine Einstufung als Schwachlasttarif nahe.

## Konzessionsabgaben für Gas
Die zulässige Höhe der Konzessionsabgaben für Gas beträgt:
- für Gas, das ausschließlich zum Kochen und für die Warmwasserbereitung verwendet wird, in Gemeinden
  - bis 25.000 Einwohner 0,51 ct/kWh
  - bis 100.000 Einwohner 0,61 ct/kWh
  - bis 500.000 Einwohner 0,77 ct/kWh
  - über 500.000 Einwohner 0,93 ct/kWh

- für sonstige Tariflieferungen in Gemeinden
  - bis 25.000 Einwohner 0,22 ct/kWh
  - bis 100.000 Einwohner 0,27 ct/kWh
  - bis 500.000 Einwohner 0,33 ct/kWh
  - über 500.000 Einwohner 0,40 ct/kWh

- für Sondervertragskunden 0,03 ct/kWh (als Sondervertragskunde gilt, anders als beim Strom, jeder Kunde, der nicht im Rahmen der Grund- und Ersatzversorgung beliefert wird[6])

- keine Konzessionsabgabe, wenn der Jahresverbrauch über 5 Mio. kWh liegt

## Konzessionsabgaben für Wasser
Die Konzessionsabgabe für Wasser wird bemessen nach der Anordnung über die Zulässigkeit von Konzessionsabgaben der Unternehmen und Betriebe zur Versorgung mit Elektrizität, Gas und Wasser an Gemeinden und Gemeindeverbände (KAEAnO), Ausfertigungsdatum: 4. März 1941.
- Vom 1. April 1941 ab werden Konzessionsabgaben von Versorgungsunternehmen an Gemeinden auf folgende Höchstsätze herabgesetzt:
  - 10 von Hundert der Entgelte bei Gemeinden mit 25.000 und weniger Einwohnern,
  - 15 von Hundert der Entgelte bei Gemeinden mit 25.001 bis 100.000 Einwohnern,
  - 18 von Hundert der Entgelte bei Gemeinden mit 100.001 bis 500.000 Einwohnern,
  - 20 von Hundert der Entgelte bei Gemeinden mit mehr als 500.000 Einwohnern

aus Versorgungsleistungen, die an letzte Verbraucher zu den allgemeinen Bedingungen und allgemeinen Tarifpreisen abgegeben werden.
- Die in Abs. 1 lit. b genannten Höchstsätze ermäßigen sich vom Beginn des Rechnungs-(Geschäfts-)Jahres an, das auf die Beendigung des Krieges folgt, auf
  - 12 von Hundert der Entgelte bei Gemeinden mit 25.001 bis 100.000 Einwohnern,
  - 15 von Hundert der Entgelte bei Gemeinden mit 100.001 bis 500.000 Einwohnern,
  - 18 von Hundert der Entgelte bei Gemeinden mit mehr als 500.000 Einwohnern.

## Konzessionsabgaben für Spielbankenbetreiber
In den einzelnen Landesgesetzen wird eine Spielbankabgabe geregelt, die auf der Konzession beruht, eine Spielbank an einem Standort betreiben zu dürfen.

## Rundfunkberichte
- Mehr zahlen trotz Strom sparen – Sendung des NDR / X3 über die Auswirkungen der Konzessionsabgabe, wenn der Stromverbrauch so stark sinkt, dass man den Status als Sondervertragskunde verliert.
- Karl Spannenberger und Florian Heinhold: , Bayerischer Rundfunk – quer vom 27. Juli 2018